# Jacques-Joseph Corbière
Jacques-Joseph Guillaume François Pierre Corbière (22. maj 1766 i Cornuz-les-Trois-Maries ved Rennes—12. januar 1853 i Rennes) var en fransk statsmand. 
Corbière var af bondeslægt, blev under  revolutionen sagfører i Rennes, 1797 medlem af de femhundredes råd og var under kejserdømmet formand for departementsrådet. I 1815 valgtes Corbière til deputeretkamret og hørte til de mest reaktionære medlemmer. Han understøttede virksomt Villèle i kampen med ministeriet Decazes og rettede 1819 angreb på Grégoire som "forbrydelsens repræsentant". December 1820 blev han undervisningsminister og december 1821 indenrigsminister, hvilken stilling han beholdt indtil januar 1828. Han bekæmpede særlig pressefriheden og knyttede 1827 sit navn til nationalgardens opløsning og censurens genindførelse; han lønnedes 1822 med grevetitlen og efter sin afgang med pairsværdigheden. Denne tabte han dog 1830, da han ikke ville aflægge ed til den nye konge.